# Trithemis aurora
Trithemis aurora – gatunek ważki z rodziny ważkowatych (Libellulidae). Występuje w Azji Południowej, Południowo-Wschodniej i Wschodniej.